# 6842 Krosigk
A 6842 Krosigk (ideiglenes jelöléssel 3016 P-L) a Naprendszer kisbolygóövében található aszteroida. Cornelis Johannes van Houten,  Ingrid van Houten-Groeneveld és Tom Gehrels fedezte fel 1960. szeptember 24-én.